# John Dobson
John Lowry Dobson (14 de septiembre de 1915 - Burbank, California, 15 de enero de 2014) fue un divulgador de astronomía, conocido por ser el autor e impulsor del diseño de un telescopio reflector newtoniano portátil de bajo coste que lleva su nombre, el telescopio Dobson. El diseño se considera revolucionario porque permite que astrónomos aficionados puedan construir telescopios de considerable tamaño.
También fue popular gracias a sus esfuerzos por promover el conocimiento de la astronomía (y sus puntos de vista poco ortodoxos sobre cosmología) a través de conferencias públicas, incluyendo sus eventos organizados para divulgar la "astronomía en las aceras" ("sidewalk astronomy"). John Dobson fue cofundador del grupo astronómico aficionado "San Francisco Sidewalk Astronomers" (Astrónomos de las Aceras de San Francisco).

## Biografía
John Dobson nació en Pekín, China. Su abuelo materno fundó la Universidad de Pekín, su madre se dedicaba a la música, y su padre era profesor de zoología en la Universidad. Se trasladó con su familia a San Francisco, California en 1927. Su padre aceptó un puesto de profesor en la Lowell High School, donde fue docente hasta la década de 1950. Dobson pasó 23 años en un monasterio, después de lo que se hizo más activo en la promoción de la astronomía.

### Su época en el monasterio
Siendo adolescente, John Dobson se convirtió en un ateo "beligerante", señalando que: "Me di cuenta de que estas dos nociones no pueden surgir del mismo ser:"no hagas a otros lo que no quieras que te hagan a ti" y ... "si no eres un buen muchacho, irás a los infiernos" . Nos tienen que estar engañando. Así que me declaro ateo, un ateo beligerante. Si alguien iniciba una conversación sobre el tema, yo me comportaba como un ateo beligerante."
Con el tiempo, Dobson se interesó por el universo y su funcionamiento. Se graduó en química en la Universidad de Berkeley en 1943, trabajando en el laboratorio E. O. Lawrence. En 1944 asistió a una conferencia de un místico vedānta, que según sus propias palabras, "le reveló un mundo que nunca había visto." Ese mismo año se unió al monasterio de la Sociedad Vedānta de San Francisco, convirtiéndose en monje de la orden religiosa Ramakrishna. "Una de las responsabilidades de John en el monasterio era conciliar la astronomía con las enseñanzas de vedānta. Ese trabajo le llevó a construir telescopios allí mismo, que emplazaba cerca del monasterio, fascinando a los vecinos que se reunían a su alrededor."
La dedicación de Dobson a la construcción de telescopios estaba motivada en parte por su interés en entender mejor el universo, y en parte por inspirar en otros la curiosidad sobre el cosmos. Con este fin, a menudo ofrecía asistencia e información sobre su trabajo a personas de fuera del monasterio. La construcción de telescopios no era parte del plan de estudios del monasterio, por lo que gran parte de su correspondencia era escrita en una especie de código personal con el fin de atraer menos la atención. Por ejemplo, en sus cartas un telescopio era denominado un "geranio", y un "geranio en maceta" se refería a un telescopio en un tubo y con eje de balancín, mientras que un "geranio en flor" se refería a un telescopio cuyo espejo ya había sido metalizado.
Finalmente, a John Dobson se le dio la opción de dejar la construcción de telescopios o salir de la orden. Optó por detener la construcción de telescopios para poder permanecer en el monasterio. Pero un día otro monje le acusó injustamente de faltar a su compromiso, e informó al líder del monasterio. Dobson fue expulsado en 1967. Sin embargo, posteriormente declaró que la acusación no fue la verdadera causa de su expulsión. La verdadera razón, sostuvo, fue el resultado de un malentendido. El líder leyó un documento que supuestamente fue escrito por Dobson, en el que se contradecía la conciliación de la ciencia con la doctrina Vedānta y el líder pensó que Dobson había rechazado sus enseñanzas.

### Astronomía amateur
Después de haber dejado la orden en 1967, Dobson cofundó en 1968 (junto con Bruce Sams y Jeffery Roloff) la "San Francisco Sidewalk Astronomers", una organización de astronomía amateur que tiene como objetivo popularizar la astronomía entre la ciudadanía. Sams, que había construido un telescopio de gran tamaño, no consiguió ingresar en el único club local existente por entonces, el "San Francisco Amateur Astronomers", motivo que le impulsó a organizar con Dobson la nueva organización. También fue en esta época cuando el sencillo diseño del telescopio de Dobson, que llegó a ser conocido como el telescopio dobsoniano, se hizo conocido después de que comenzó a dar clases al público sobre cómo hacer sus propios telescopios.
Posteriormente, la Vedanta Society of Southern California de Hollywood solicitó su colaboración, pasando a dedicar dos meses cada año a la enseñanza del telescopio y a impartir clases de cosmología en la institución. Cada año pasaba dos meses más en su casa de San Francisco, y la mayor parte del tiempo restante lo pasaba viajando como invitado de numerosas sociedades astronómicas, donde hablaba sobre la construcción de su telescopio, de astronomía urbana, y de sus puntos de vista sobre la cosmología y la comunidad científica. Dobson afirmaba que el modelo del Big Bang no era defendible científicamente, y en su lugar defendía una cosmología no estándar; basada en un "modelo de reciclaje" estacionario del universo, donde la materia en el universo está sometida a un proceso de expansión permanente, pero también se "recicla" con el tiempo a mediante un proceso de efecto túnel cuántico. En un ensayo titulado "Orígenes", Dobson también argumentó que tal universo podría permitir que la vida fuese ubicua y estuviera siempre presente.
En 2004, el Crater Lake Institute galardonó a John Dobson con su Premio Anual a la Excelencia en el Servicio Público por "ser pionero en la astronomía para aficionados en los parques y bosques nacionales, donde las mentes curiosas y los cielos oscuros entran en contacto."
En 2005, la revista Smithsonian incluyó a John Dobson entre las 35 personas que habían aportado un logro significativo y original desde que se fundó la publicación.

### Fallecimiento
Dobson murió el 15 de enero de 2014 en el "Providence/Saint Joseph Medical Center" de Burbank, California, a los 98 años de edad.

## Popularización de la astronomía

### Eltelescopio Dobsoniano

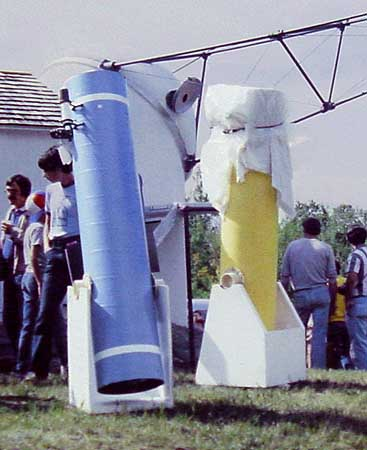
Dos aficionados a la astronomía, mostrando sus telescopios caseros de estilo Dobsoniano en el Stellafane celebrado a comienzos de la década de 1980.

John Dobson fue más notable por ser el creador y divulgador del diseño de un telescopio reflector portátil, de gran tamaño y de bajo coste, el "telescopio Dobson". Este diseño es muy sencillo, de acuerdo con su bajo coste. Se trata de un telescopio Newtoniano dotado de montura altazimutal, que para su construcción emplea materiales comunes como el contrachapado, la formica, bridas de PVC, tubos de construcción de cartón (los utilizados habitualmente para encofrar columnas cilíndricas de hormigón), vidrio reciclado, claraboyas circulares y alfombras de interior y de exterior. Este tipo de montura especialmente simplificada también se conoce en los círculos astronómicos aficionados como un "montura Dobsoniana". El uso de este método de construcción hace que el típico telescopio Dobsoniano sea grande, portátil, barato, muy estable y fácil de fabricar. El diseño revolucionó el tamaño de los telescopios a disposición de los aficionados a la astronomía, con diámetros ópticos desconocidos antes de su aparición.
El diseño lleva el nombre de Dobson porque a él se le atribuye el ser la primera persona que combinó todas estas técnicas de construcción en un solo diseño de telescopio. Sin embargo, Dobson era reacio a atribuirse el mérito del diseño, y señalaba que lo construyó de esta manera porque era todo lo que necesitaba. En sus propias palabras, bromeaba diciendo que era "demasiado primitivo" para construir un telescopio más sofisticado dotado con una montura ecuatorial. Con su simplicidad de construcción y uso, el telescopio de Dobson se ha convertido en un diseño muy popular hoy en día, sobre todo para los grandes aficionados a los telescopios.

### Astronomía urbana
John Dobson fue cofundador de los "San Francisco Sidewalk Astronomers" en coordinación con otras dos personas, difundiendo formas baratas de construir telescopios fáciles de usar, incluyendo un telescopio de 24 pulgadas (610 mm) construido por unos 300 dólares. En lugar de tener reuniones regulares, la organización simplemente emplazaba sus telescopios en las aceras durante las noches claras, ofreciéndose a mostrar y explicar el cielo nocturno a los transeúntes.
Inesperadamente, el grupo de astrónomos de Dobson fue invitado a la reunión de fabricantes de telescopios de Riverside en 1969. El telescopio Dobsoniano de 24' que presentaron fue muy llamativo, porque la mayoría de los telescopios en dichas reuniones tendían a ser más pequeños, con monturas ecuatoriales, y diseñados para la astrofotografía en lugar de para la visión directa del firmamento. Sorprendentemente, y de forma controvertida en ese momento, el telescopio de Dobson logró el primer premio a la mejor óptica. También fue galardonado como finalista por su parte mecánica, a pesar de la relativa sencillez del telescopio y de su montura.
La "San Francisco Sidewalk Astronomers" se ha convertido en una prominente organización, reconocida por su labor astronómica entre el público a través de la "astronomía urbana". La actual organización tiene miembros en todo el mundo, y continúa promoviendo la astronomía como servicio público, colocando periódicamente telescopios en las aceras de zonas numerosas urbanas. Los miembros de la organización también organizan visitas a los parques nacionales de Estados Unidos, incluyendo presentaciones de diapositivas acerca de los telescopios y del universo que contribuyen a explicar.

## Publicaciones
Dobson fue autor del libro de 1991 "How and Why to Make a User-Friendly Sidewalk Telescope" (Cómo y por qué hacer un telescopio de acera de uso fácil) (ISBN 0-913399-64-7) con el editor Norman Sperling. Este libro ayudó a popularizar la que llegó a ser conocida como "montura Dobsoniana" o "montura Dobson" y trata sobre el "por qué" es tan importante como el "qué". Cubre el ideario de Dobson y su filosofía sobre la astronomía y el universo, y su convencimiento sobre la importancia del acceso popular a la astronomía para obtener una correcta apreciación del universo. John Dobson también publicó "Beyond Space and Time" (Más allá del espacio y el tiempo) (2004) (ISBN 978-0972805193) y "The Moon is New" (La Luna es Nueva) (2008) (ISBN 978-0981695204).

## John Dobson en los medios
La vida y las ideas de Dobson son el tema del documental de 2005 "A Sidewalk Astronomer". También fue destacado en la serie de la PBS The Astronomers, y apareció dos veces en el programa nocturno de Johnny Carson. Dobson también aparece como uno de los oradores en Universe: The Cosmology Quest, un documental sobre teorías cosmológicas no convencionales.